# Hossack (rivière)
La rivière Hossack  est un cours d’eau dans l’Île du Sud de la Nouvelle-Zélande.

## Géographie
Elle s’écoule vers le nord à partir de sa source à proximité du col de “Hossack Saddle », à 17 km au nord-ouest de la ville de Hanmer Springs, avant de rejoindre la rivière Acheron.